# Presaca Ampoiului, Alba
Presaca Ampoiului (în maghiară Ompolygyepű) este un sat în comuna Meteș din județul Alba, Transilvania, România.

## Demografie
La recensământul din 2002 avea o populație de 415 locuitori.

## Istoric
La 24 octombrie 1848, în urma unei lupte la marginea satului între revoluționarii români și gărzile civile maghiare refugiate din Zlatna au fost uciși 640 de etnici maghiari. 
La 11 august 1899, pentru comemorarea acestora, a fost sfințit un monumentul lor de 9 metri și jumătate, care stă lângă șosea chiar și în zilele noastre.